# 유사 (형산왕)
형산왕 유사(衡山王 劉賜, ? ~ 기원전 122년)는 중국 전한의 황족·제후왕으로, 여강왕·형산왕을 지냈다. 회남여왕 유장의 셋째 아들이다.

## 사적

### 여강왕
회남여왕은 큰아버지 문제에게 반역했다가 사로잡혀 유배 길에 자결했는데, 문제는 회남여왕을 불쌍히 여겨 문제 8년(기원전 172년) 5월에 회남여왕의 일고여덟살배기 네 아들들을 열후로 봉했다. 유사는 이때 양주후(陽周侯)에 봉해졌다. 문제 16년(기원전 164년), 회남나라를 셋으로 나누어 회남여왕의 아들들 중 죽은 유량을 빼고 모두 왕으로 세워 주면서, 여강왕으로 봉해졌다.

### 형산왕
경제 3년(기원전 154년), 오초칠국의 난이 일어나면서 형제들과 마찬가지로 반란군 중 가장 세력이 큰 이웃 오나라 왕 유비의 사신을 받자, 이에 응하지 않고 여강나라와 국경을 접한 월나라와 사신을 왕래했다. 경제 4년(기원전 153년), 형 유발이 오초칠국의 난에서 한 조정에 충성했기에 포상으로 형산에서 제북으로 옮겨 봉해졌고, 자신은 월나라와 여러 차례 교류한 것이 문제가 되어 여강국을 회수당하고 대신에 유발의 옛 제후국인 형산국을 받아 양쯔 강 이남에서 이북으로 옮겨졌다.

### 가정 불화
유사는 형 유안과 서로 예의를 가지고 다투어 사이가 나빴다. 유안이 반란을 모의한다는 것을 듣자, 유안에게 병탄당할 것을 꺼려 호응하도록 했다. 실제로 유안과 유안의 모신 오피의 모반 상의에서 언급된 계획이기도 하다.
유사에게는 처첩으로 왕후 승서·희 서래·미인 궐희가 있었는데, 승서가 죽자 서래를 왕후로 세웠다. 승서와 궐희는 서로 총애를 다투어 질투해, 궐희가 전 왕후 승서의 아들인 태자 유상에게 서래가 무고(巫蠱)로 승서를 죽이려 했다고 했다. 또 유상이 술자리에서 서래의 오빠를 찔러 다치게 했다. 이에 서래와 유상은 서로 반목하였다. 한편 유상의 누이동생 유무채가 시집에서 버림받고 돌아와 빈객과 간통하자 유상이 이를 꾸짖어 유상과 유무채의 사이도 벌어졌다. 유무채와 유효는 어려서 어머니를 잃어 서래에게 의지했기에, 서래와 유무채는 결탁하여 유상을 태자에서 내쫓고 유효를 태자로 세우고자 해 유사에게 유상을 자주 헐뜯었다. 유사는 이를 듣고 유상을 매질했다. 원삭 4년(기원전 125년), 서래의 계모가 습격당하는 사건이 일어나자, 유사는 유상의 짓으로 의심하고 유상을 매질했다. 나중에 유사가 병들자 유상은 칭탈하고 문병하지 않았고, 서래·유무채·유효는 함께 유상을 헐뜯으니 유사는 마침내 태자를 폐할 마음을 품었다.
서래의 궁극적인 목표는 유효까지 내쫓고 자기 아들인 유광을 태자로 세우는 데 있었다. 이를 위해 자기 시녀로 유효를 유혹해 행실을 어지럽히고자 했다. 유상은 이를 알자 서래와 간음해 서래의 입을 막고자 술자리에서 서래를 유혹했고, 서래는 분노해 유사에게 알렸으며, 유사는 유상을 사로잡아 매질했다. 유상은 황제에게 고변하겠다고 궁을 나갔고, 유사는 유상을 막지 못하고 추격해 잡아서 궁에 감금했다.

### 모반
원광 6년(기원전 129년)에 입조했는데 알자 위경(衛慶)이 방술로 황제를 섬기고자 했다. 이 때문에 노해 위경에게 억지로 죽을 죄를 씌웠으나, 내사가 시비를 알고 기각했다. 그러자 황제에게 내사를 고발했으나 이기지 못했다. 또 남의 밭을 빼앗고 무덤을 허물어 자기 밭을 넓혀나가자 체포되도록 고발을 당했다. 체포는 면했으나 왕에게 있던 질이백석 관리의 임명권을 황제에게 빼앗겼다. 이를 원망해 해자·장광창과 모의하고 병법과 천문에 능한 자를 모아 모반을 도모했다.
유사는 유효에게 재능이 있다고 여기고 존귀하게 만들었고, 유효는 빈객을 많이 모았으며, 이들은 유사에게 모반을 권유했다. 유사는 강도 사람 매혁(枚赫)과 진희(陳喜)에게 맡겨 무기를 준비하고 옥새와 장군과 관리의 인수를 만들었으나, 형 유안처럼 황제를 노리지는 못하고 다만 유안이 모반해 회남을 비우면 그 틈에 강회 지역을 석권할 생각을 하고 있었다.
원삭 5년(기원전 124년) 가을, 입조했다. 가는 길에 원삭 6년(기원전 123년)에 회남에 이르렀는데, 회남왕이 지난날의 원한을 잊고 함께 모반을 일으키자고 했다. 이에 황제에게 글을 올려 병 때문에 입조할 수 없다고 하고, 황제의 승인을 받았다. 또 태자를 유상에서 유효로 바꾸겠다고 글을 올렸다. 유상이 이를 알고는 선수를 쳐 자기 사람 백영(白嬴)을 보내 유사와 유효의 죄상을 고하려 했으나 조정에 사로잡혔고, 유사는 이를 듣고 모반이 탄로났을 것을 염려해 유상을 탄핵하는 글을 올렸다. 결국 패군도위에서 사건 수사에 들어갔다. 마침 회남왕의 모반 사건도 수사 중이었는데, 원수 원년(기원전 122년) 11월, 진희가 유효의 집에 있다가 연루되어 잡혀들어갔다. 유효는 역모의 중심 인물인 진희가 사로잡히자 일이 다 탄로날 것을 두려워했고, 또 자수하면 목숨을 건질 수 있다는 것을 알자, 매혁·진희 등과의 모의를 다 자수했다. 정위 장탕이 심문해 증거를 잡자, 조정에서는 유사를 잡아들이도록 청했다. 그러나 무제는 체포하지는 말라고 명하고 중위 사마안과 대행 이식을 보내서 조사하게 했다. 유사는 사실대로 다 말했고, 사마안과 이식은 관리들에게 왕궁을 에워싸게 하고 돌아와 전말을 고했다. 공경들은 종정·대행·패군의 관리들을 보내 형산왕을 징치하자 했고, 형산왕은 이를 듣자 자결했다. 원수 원년 11월, 형 회남왕 유안과 함께 모반죄로 주살되었다.
유효는 자수했기 때문에 모반죄는 면했으나, 아버지의 시녀와 간통한 죄로 기시되었다. 서래는 승서를 무고한 죄로, 유상은 아버지를 고발한 죄로 기시되었다. 그 외에 관련된 자도 다 죽었고, 형산국은 폐지되어 군이 되었다.

## 가계
- 회남여왕 유장
  - 형산왕 유사
  - = 승서(乘舒)
    - 태자 유상(劉爽)
    - 유무채(劉無采)
    - 유효(劉孝)

  - = 서래(徐來)
    - 유광(劉廣)
    - (기타 3자녀)

  - = 궐희(厥姬)
    - (2자녀)

  -  ?
    - 종익후 유광치

종익후 유광치는 어머니에 대한 기록이 없다. 원삭 6년(기원전 123년) 3월에 봉해졌고, 11년 후 원정 5년(기원전 112년)에 주금률을 어겨 작위를 잃었다.